# Neoserica medana
Neoserica medana är en skalbaggsart som beskrevs av Moser 1915. Neoserica medana ingår i släktet Neoserica och familjen Melolonthidae. Inga underarter finns listade i Catalogue of Life.